# Sculptaria
Die Gattung Sculptaria ist die einzige Gattung der Schnecken-Familie Sculptariidae aus der Unterordnung der Landlungenschnecken (Stylommatophora). Gattung und Familie beinhalten nur etwa 20 Arten und Unterarten, die im südwestlichen Afrika beheimatet sind.

## Merkmale
Die Gehäuse sind abgeflacht-linsenförmig oder scheibenförmig und stark skulptiert. Es werden bis etwa sechs Windungen gebildet, die Peripherie ist gekielt. Die Schale ist relativ dick. Die Mündung ist schief zur Windungsachse  und stark modifiziert. Sie fällt stark aus der Windungsebene ab und ist am äußersten Ende "frei", d. h. ohne Kontakt zur vorhergehenden Windung. Es ist eine parietale Lamelle un zwei oder drei palatale Plicae vorhanden. Die Ränder sind umgebogen und verbreitert. Im zwittrigen Genitalapparat ist der Penis mäßig lang mit einem subapikalen Bildsack. Der Epiphallus und das Flagellum sind sehr kurz. Der Samenleiter liegt dem Penis nicht an. Die Vagina besitzt dagegen keinen Anhang. Der Stiel der Spermathek ist relativ lang und nur basal nur gering verbreitert. Er ist nicht mit dem Spermovidukt verbunden.

## Vorkommen, Lebensweise und Verbreitung
Die Arten der Familie Sculptariidae bzw. der Gattung Sculptaria sind im südwestlichen Afrika beheimatet, nachweislich bisher im südlichen Angola, Namibia und Südafrika. Sie leben dort in trockenen und heißen Gebieten mit spärlicher Vegetation.

## Systematik
Die Familie wird von Schileyko (2005) in die Überfamilie Acavoidea gestellt. Bouchet & Rocroi (2005) stellen sie dagegen zur Überfamilie Plectopyloidea. Bisher sind rund 20 Arten und Unterarten beschrieben worden, deren Status häufig nicht ganz sicher ist. Eine moderne Bearbeitung der Gattung liegt bisher noch nicht vor.
- Familie Sculptariidae Degner, 1923
  - Gattung Sculptaria L. Pfeiffer, 1855
    - Sculptaria sculpturata (Gray, 1838)(mit den Unterarten Sculptaria sculpturata sculpturata (Gray, 1838), Sculptaria sculpturata collaris Pfeiffer, 1867 und Sculptaria sculpturata laevis Zilch 1939)
    - Sculptaria planula Zilch, 1951
    - Sculptaria hoeschae Zilch, 1951
    - Sculptaria kaokoensis Zilch, 1952
    - Sculptaria namaquensis Zilch, 1939
    - Sculptaria damarensis H. Adams, 1870 (mit den Unterarten Sculptaria damarensis damarensis H. Adams und Sculptaria damarensis minor Degner, Sculptaria damarensis pygmaea Zilch 1952)
    - Sculptaria leschkei Degner, 1922
    - Sculptaria ohopohoensis Zilch, 1939
    - Sculptaria retisculpta v. Martens, 1889
    - Sculptaria pretiosa Zilch, 1939
    - Sculptaria edlingeri Connolly, 1938 (mit den Unterarten Sculptaria edlingeri edlingeri Connolly, 1938 und Sculptaria edlingeri plurilamellata Blume, 1952)
    - Sculptaria fumarium van Bruggen & Rolan, 2003
    - Sculptaria framesi Burnup, 1923
    - Sculptaria gertenbachae Blume, 1963
    - Sculptaria chapmanni Ancey, 1890